# West Point Widow
West Point Widow is een Amerikaanse filmkomedie uit 1941 onder regie van Robert Siodmak.

## Verhaal
Nancy Hull slaat de huwelijksaanzoeken van twee artsen af, omdat ze verliefd is op een atleet.

## Rolverdeling
| Acteur           | Personage                 |
| ---------------- | ------------------------- |
| Anne Shirley     | Nancy Hull                |
| Richard Carlson  | Dr. Jimmy Krueger         |
| Richard Denning  | Luitenant Rhody Graves    |
| Frances Gifford  | Daphne                    |
| Maude Eburne     | Mevrouw Willits           |
| Janet Beecher    | Mevrouw Graves            |
| Archie Twitchell | Joe Martin                |
| Lillian Randolph | Sophie                    |
| Cecil Kellaway   | Dr. Spencer               |
| Patricia Farr    | Juffrouw Hinkle           |
| Sharon Lynne     | Jennifer (als kind)       |
| Jean Hall        | Jennifer (als volwassene) |
| Eddie Conrad     | Mijnheer Metapoulos       |